# For det fælles bedste (film)
For det fælles bedste er en dansk kortfilm fra 2014, instrueret af Lisa Svelmøe, efter manuskript af Jacob Thomas Pilgaard.

## Handling
Kokken John kommer til at slå en indisk turist ihjel i et færdselsuheld og må påtage sig falsk anger, for ikke at frastøde alle han kender. John møder en klovn, der vender op og ned på hans selvindsigt.